# Stille Omgang

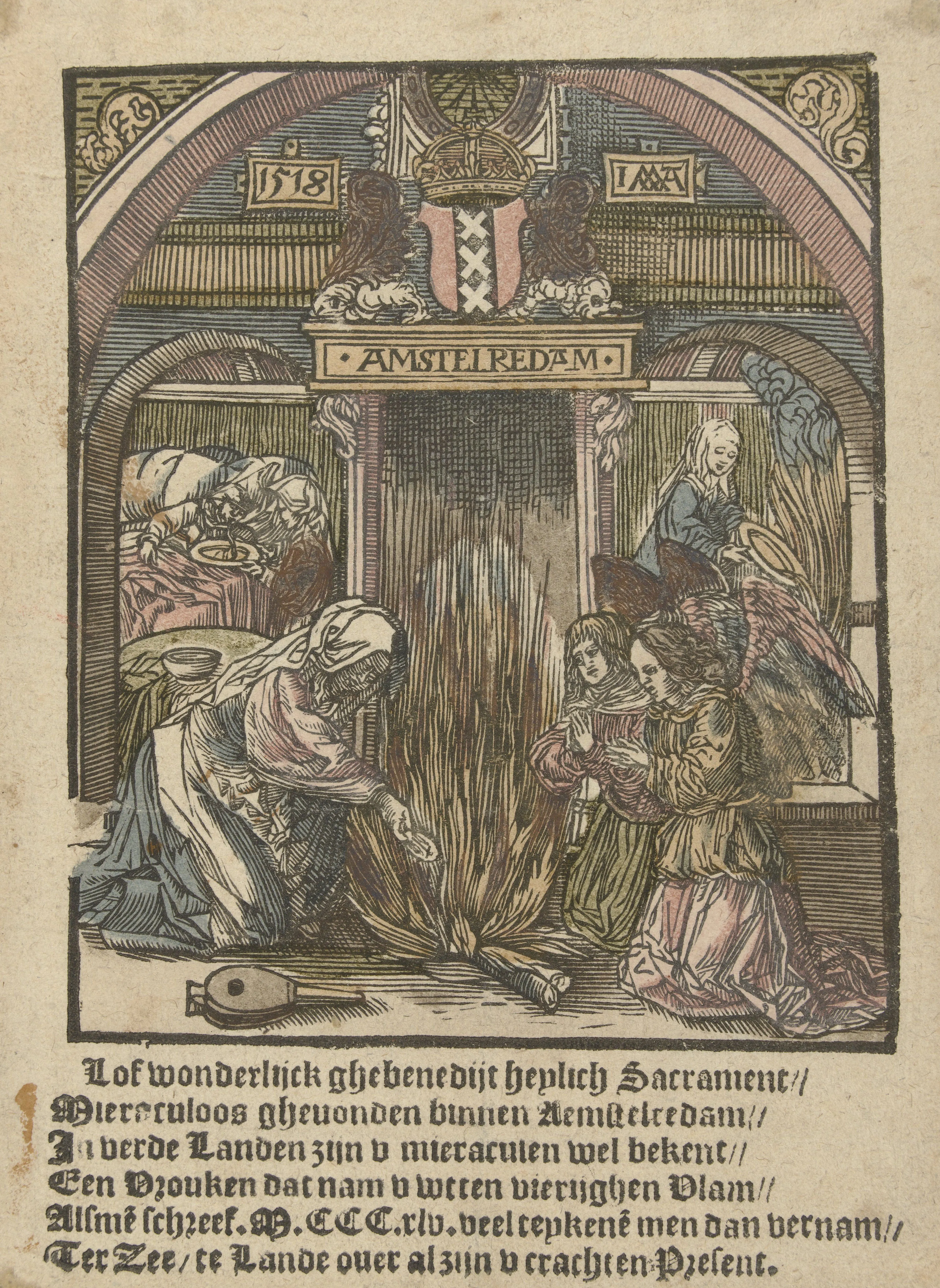
peregrinació el 1518 del miracle per Jacob Cornelisz.

La Stille Omgang ("processó silent") és un ritual informal que va servir com a substitut de la processó catòlica romana, després que fossin prohibides després de la Reforma als Països Baixos durant el segle xvi. El més gran i més conegut és l'Stille Omgang d'Amsterdam, que se segueix realitzant cada any durant el mes de març.
Aquesta processó commemora el miracle de l'Hòstia del 15 de març de 1345, un miracle es va produir quan un moribund va rebre l'Hòstia i tot seguit la va reburjitar, se'l va declarar heretge i va ser condemnat a la foguera, el cos es va mantenir intacte i es va poder recuperar del foc d'una sola peça, tot i això la calor va cremar la mà de la persona que el va recuperar. Aquest miracle ha estat reconegut oficialment per l'Església Catòlica Romana. Es va construir en la casa on havia residit, una capella de pelegrinatge, coneguda com a 'Heilige Stede' com una ruta de pelegrinatge a aquesta.
La pràctica del Stille Omgang va decaure a principis del segle xix, però va ser recidivada el 1881. Al voltant de 8.000 catòlics, i també alguns no catòlics, de tots els Països Baixos hi participen, després d'haver assistit primer a una missa en una de les esglésies d'Amsterdam. La processó es produeix sempre en la nit de dissabte a diumenge següent a l'inici de la 'Mirakelfeest', que és el primer dimecres després del 12 de març.